# Alex G

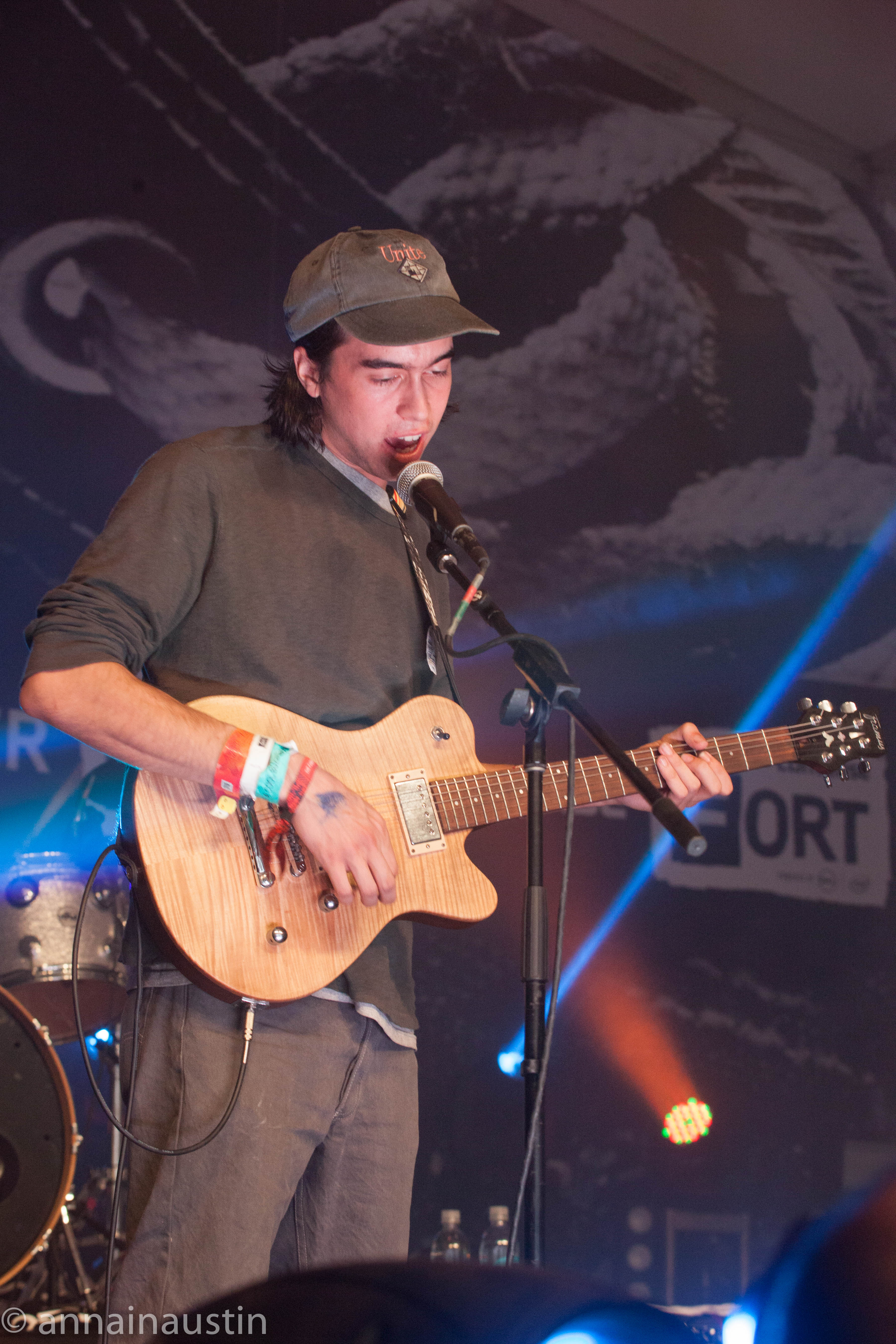
Alex G in Austin, Texas, 2015

Alexander Giannascoli (geboren 3. Februar 1993), besser bekannt unter dem Namen Alex G (zwischenzeitlich auch (Sandy) Alex G), ist ein US-amerikanischer Musiker, Produzent und Singer-Songwriter. Seit 2010 hat er insgesamt neun Studioalben veröffentlicht. Alex G komponierte zudem den Soundtrack der beiden Filme We’re All Going to the World’s Fair und I Saw the TV Glow von Jane Schoenbrun.

## Diskografie

### Alben
- Race (2010)
- Winner (2011)
- Rules (2012)
- Trick (2012, UK: Silber)[5]
- DSU (2014)
- Beach Music (2015)
- Rocket (2017)
- House of Sugar (2019)
- God Save The Animals (2022)
- Headlights (2025)

### Singles
- Mary (2015, UK: Silber)
- Sarah (2015, UK: Silber)
- Treehouse (mit Emily Yacina, 2022, UK: Silber)

### Soundtracks
- We’re All Going to the World’s Fair (Original Motion Picture Soundtrack) (2022)
- I Saw the TV Glow (Original Motion Picture Score) (2024)[6]